# Cuộc vây hãm Péronne
Cuộc vây hãm Péronne là một trận bao vây nổi bật trong cuộc Chiến tranh Pháp-Phổ, đã diễn ra từ ngày 26 tháng 12 năm 1870 cho đến ngày 9 tháng 1 năm 1871, tại pháo đài Péronne của Pháp. Lực lượng vây hãm của người Đức, dưới quyền chỉ huy của các Trung tướng Von Goeben và Von Barnekow, đã buộc quân đội Pháp tại Péronne – vốn đã không thể được giải nguy – phải đầu hàng sau suốt hơn một tuần lễ hứng chịu sự pháo kích dồn dập của quân đội Phổ. Với chiến thắng này, quân đội của Von Barnekow đã bắt giữ được lực lượng trú phòng gồm hàng nghìn người của Pháp trong pháo đài Péronne (trong đó có 150 thủy quân lục chiến và cả lính Garde Mobile), đồng thời thu được một số lượng lớn đại bác và vật liệu chiến tranh về tay mình. Nhìn chung, ưu thế về pháo binh của Phổ cũng như sự năng động của các sĩ quan Đức được xem là đã dẫn đến thắng lợi của quân đội Đức trong những trận vây hãm pháo đài của Pháp, và thành công trong trận vây hãm Péronne đã mang lại cho họ toàn bộ chiến tuyến sông Somme vốn sẽ đóng vai trò quan trọng đối với họ.
Pháo đài Péronne nằm trên sông Somme tuy không có giá trị chiến lược cao, nhưng đe dọa đến các vận động của Binh đoàn thứ nhất của Phổ từ phía sau, và ngăn trở sự liên lạc giữa tuyến đường sắt tại Amiens với Tergnier. Do đó, quân đội Pháp trú phòng tại Péronne đã gây cho quân đội Đức chú ý, và Trung tướng Von Barnekow đã được lệnh đánh chiếm Péronne cùng với một lực lượng vây hãm của mình. Trước tình hình khó khăn của mình, Binh đoàn thứ nhất cũng tiến hành bày bố đội hình yểm trợ cho đoàn quân vây hãm Péronne, và các lực lượng yểm trợ này án ngữ tại Bapaume. Trung tướng August Karl von Goeben là người chỉ huy trưởng của các lực lượng vây hãm và yểm trợ. Sau một vài cuộc giao tranh lẻ tẻ giữa quân đội hai phe, vào ngày 27 tháng 12 năm 1870, quân đội Đức đã khơi mào cuộc phong tỏa Péronne. Trong ngày hôm đó, với vài khẩu đội pháo dã chiến Trung tướng Georg von Kameke của Đức đã tiến hành pháo kích nhanh chóng gây cháy trong thị trấn. Suốt từ ngày 27 cho đến ngày 29 tháng 12, quân Đức đã tiếp tục cuộc công pháo của mình và đôi khi họ vấp phải sự kháng cự mãnh liệt của quân Pháp. Người chỉ huy lực lượng pháo binh Đức tại Amiens, Thượng tá Schmidt đã chuẩn bị phương tiện vây hãm cho quân Đức tại Péronne, và vào ngày 30 tháng 6 thì các khẩu pháo này đã được đưa đến Péronne. Trong khi đó, Binh đoàn phương Bắc của Pháp do tướng Louis Faidherbe chỉ huy đã triệt thoái khỏi Amiens. Vào ngày 2 tháng 1 năm 1871, quân đội Đức bắt đầu nã pháo, đồng thời một đội quân Pháp trên đường tiến từ Arras tới Bapaume để cứu viện cho Péronne đã bị quân Đức đẩy lùi. Trong vòng 2 ngày, cuộc công pháo của Đức đã gặt hái thành quả, nhưng sau đó phải tạm ngưng: giao chiến tại Bapaume lại bùng nổ vào ngày 3 tháng 1, trong đó quân đội Đức đã đập tan ý định giải vây cho Péronne của Faidherbe.
Sau thắng lợi tại Bapaume, pháo binh của lực lượng vây hãm đã được tăng viện đáng kể, đồng thời họ tiếp tục nã đạn quyết liệt. Trước tình thế tuyệt vọng, đội quân trú phòng của Pháp tại pháo đài Péronne dưới sự chỉ huy của Đại tá Gamier cuối cùng đã đầu hàng quân đội Đức vào ngày 9 tháng 1 sau 14 ngày chịu trận. Trong trận bao vây Péronne, cuộc pháo kích của lực lượng pháo binh Phổ đã gây cho thị trấn bị hủy hoại đáng kể.